# Hina
Hina (arab. حينة) – miejscowość w Syrii, w muhafazie Damaszek. W 2004 roku liczyła 1524 mieszkańców.